# Утакмице фудбалске репрезентације Мађарске 1920.
| Домаћин · 1920 | Гост · 1920 |

Фудбалска репрезентација Мађарске је током 1920. године имала само три утакмице, али је у овом кратком периоду имала и два савезна капитена репрезентације, а резултати су били једна нерешана утакница и два пораза. Мађарска репрезентација је такође одиграла и три незваничне утакмице, све три у гостима, од којих је на две успела да изађе као победник.
Савезни капетани националног тима су били:
- Јожеф Харшади 74.
- Лајош Тибор 75, 76.[note 1]

## Утакмице
| Аустрија               | 2 : 2 (1 : 2) | Мађарска             |
| ---------------------- | ------------- | -------------------- |
| Сватош 43’ · Визер 66’ | Извештај      | Тот 37’ · Патаки 44’ |

| Немачка         | 1 : 0 (1 : 0) | Мађарска |
| --------------- | ------------- | -------- |
| Јагер 22’ (пен) | Извештај      |          |

| Мађарска  | 1 : 2 (0 : 2) | Аустрија               |
| --------- | ------------- | ---------------------- |
| Браун 58’ | Извештај      | Кутан 25’ · Сватош 42’ |

## Незваничне утакмице
| Јужна Немачка | 0 : 1    | Мађарска   |
| ------------- | -------- | ---------- |
|               | Извештај | Јожеф Урик |

| Берлин                  | 2 : 1    | Будимпешта       |
| ----------------------- | -------- | ---------------- |
| Стрелке 27’ · Зиберт ?’ | Извештај | Ференц Лотка 41’ |

| Дрезден | 0 : 3    | Будимпешта                      |
| ------- | -------- | ------------------------------- |
|         | Извештај | Кертес II ?’ · Јожеф Урик ?’ ?’ |

Састав репрезентације Мађарске на 74. утакмици
Петер Варга, Ђула Фелдман, Карољ Фогл II, Јожеф Виола, Ференц Њул, Адолф Кертес III, Вилмош Кертес II, Јожеф Браун, Михаљ Патаки, Иштван Тот Потја, Ференц Лотка
- Селектор: Јожеф Харшади[2]

Састав репрезентације Мађарске на 75. утакмици
Карољ Жак, Карољ Фогл II, Јанош Хунглер, Вилмош Кертес II, Ђула Злоћ, Золтан Блум, Јожеф Браун, Ђерђ Молнар, Ђерђ Орт, Јожеф Ајзенхофер, Имре Шлосер
- Селектор: Лајош Тибор[3]

Састав репрезентације Мађарске на 76. утакмици
Карољ Жак, Карољ Фогл II, Јожеф Фогл III, Вилмош Кертес II, Јожеф Сабо, Золтан Блум, Јожеф Браун, Ђерђ Молнар, Реже Николсбургер, Јожеф Шалер, Реже Сидон
- Селектор: Лајош Тибор[4]

Састав репрезентације Мађарске на утакмици против Јужне Немачке
Ференц Кропачек, Ђула Фелдман, Карољ Фогл II, Вилмош Кертес II, Јожеф Виола, Ђула Злоћ, Јожеф Браун, Иштван Тот Потја, Јожеф Урик, Тивадар Јелинек, Ференц Лотка
- Селектор: Јожеф Харшади[5]

Састав репрезентације Мађарске на утакмици против репрезентације Берлина
Ференц Кропачек, Ђула Фелдман, Карољ Фогл II, Вилмош Кертес II, Јожеф Виола, Ђула Злоћ, Јожеф Браун, Иштван Тот Потја, Јожеф Урик, Карољ Чапкаи, Ференц Лотка
- Селектор: Јожеф Харшади[6]

Састав репрезентације Мађарске на утакмици против репрезентације Дрездена
Ференц Кропачек, Ђула Фелдман, Карољ Фогл II, Вилмош Кертес II, Јожеф Виола, Ђула Злоћ, Јожеф Браун, Иштван Тот Потја, Јожеф Урик, Карољ Чапкаи, Ференц Лотка
- Селектор: Нема податка[7]

## Играчи репрезентације
| - Михаљ Патаки - Јожеф Браун - Јожеф Виола - Карољ Жак - Карољ Фогл - Јанош Хунглер - Ђерђ Орт - Јожеф Ајзенхофер - Реже Николсбургер - Имре Шлосер - Јожеф Харшади - Карољ Шапкаи |